# Wim Laseroms
Wilhelmus Nicolaas Mattheus (Wim) Laseroms (Oudenbosch, 27 december 1944) is een Nederlands componist, muziekpedagoog en dirigent.

## Levensloop
Laseroms werd al op zesjarige leeftijd lid van het fanfareorkest Muziekvereniging "Finis Coronat Opus" Bosschenhoofd. Van de toenmalige tamboerinstructeur kreeg hij de eerste lessen voor kleine trom. Verder leerde hij accordeon en piano te bespelen. In het begin van het jaar 1966 werd hij gevraagd of hij het dirigeerschap op zich wilde nemen. Weinige maanden later nam de fanfare deel aan een concours en behaalde onder leiding van Laseroms een goed resultaat. Door Jean Claessens, die hem op het concours met de fanfare had beoordeeld, werd hij geadviseerd de vakstudie HaFa-directie aan het conservatorium te beginnen. Vanaf januari 1969 studeerde hij aan het Brabants conservatorium in Tilburg. Hij behaalde in 1973 zijn algemene muzikale vorming (AMV)-akte (muziekopleiding) - met het bijvak trompet. In 1978 behaalde hij zijn praktijkdiploma HaFadirectie aan het Rotterdams Conservatorium. Tot zijn docenten behoorden onder anderen Henk van Lijnschooten en Rocus van Yperen. Van 1970 tot 1976 doceerde hij aan het Brabants conservatorium in Tilburg.
Van 1966 tot 1991 was hij dirigent van het fanfareorkest Muziekvereniging "Finis Coronat Opus" Bosschenhoofd, dat zich vervolgens in een harmonieorkest veranderde. Van 1972 tot 2000 was hij eveneens dirigent van de Harmonie en Tamboerkorps St. Cecilia Zegge.
Laseroms heeft vanaf 1971 ongeveer 120 composities geschreven, overwegend marsen en andere stukken voor blaasorkesten.

## Composities (Uittreksel)

### Werken voor harmonie- of fanfareorkest
- 1972 Festivo Mars
- 1973 Immer Fest, mars
- 1974 Holiday for Trumpets, voor 3 trompetten en harmonie- of fanfareorkest
- 1974 Paso Bravo, paso doble
- 1975 Three jolly trumpets - Trois joyeuses trompettes, voor 3 trompetten en harmonie- of fanfareorkest
- 1975 In Festive Mood, moderne fantasie
- 1975 So Long, mars
- 1976 Drumbo, mars voor harmonie- of fanfareorkest met drumband (ad libitum)
- 1976 Trombonella, voor 3 trombones en harmonie- of fanfareorkest
- 1977 Mozaïek, concertstuk voor harmonieorkest
- 1977 Marching Notes, mars
- 1977 Parade 77, concertmars
- 1977 Clariola, voor klarinetgroep (solo) en harmonieorkest
- 1977 Saxorella, voor 3 saxofoons en harmonie- of fanfareorkest
- 1978 Our Guide, concertmars
- 1978 Non Stop, mars voor harmonie- of fanfareorkest met drumband
- 1978 Promenade, mars
- 1979 Jubilissimo, mars voor harmonie- of fanfareorkest met drumband ad libitum
- 1979 Tenora, voor bariton (of eufonium) en harmonie- of fanfareorkest
- 1979 Summer Fiësta, moderne fantasie
- 1980 Busy Trumpets, voor 3 trompetten en harmonie- of fanfareorkest
- 1980 Latin Trumpets, voor trompetsectie (solo) en harmonie- of fanfareorkest[1]
- 1980 Triomfa, mars
- 1981 Fantasia à la Carte, concertstuk
- 198] Team-Work, mars voor harmonie- of fanfareorkest met drumband
- 1981 Bandorama, driedelig showwerk voor harmonie- of fanfareorkest met drumband
- 1982 Favorita, voor bariton (of eufonium) en harmonieorkest
- 1982 Ritmico, mars voor harmonie- of fanfareorkest met drumband ad libitum
- 1983 Marchiade, mars
- 1984 Suitony, suite voor harmonie- of fanfareorkest[2]
  1. Fanfare - medium swing
  2. Alla Menuet - count five
  3. Alla Air - blues
  4. Alla Gigue - marcia

- 1984 Glorioso, mars
- 1984-1985 B.B. Jubilee
- 1985 Bandoscope, mars voor harmonie- of fanfareorkest met drumband ad libitum
- 1985 Bravissimo, mars voor harmonie- of fanfareorkest met drumband
- 1985 Serenata, mars
- 1986 Cavalry Trumpets, voor 3 trompetten en harmonie- of fanfareorkest
- 1986 Fanny Slides, voor 3 trombones en harmonie- of fanfareorkest
- 1986 Latin Melange
- 1986 Funny Flutes, voor 3 dwarsfluiten en harmonieorkest
- 1987 In Combination, mars voor harmonie- of fanfareorkest met drumband
- 1987 Kempenpoort
- 1987 Symplicita
- 1987 Paso Dorada
- 1988 Bandtime, mars[3]
- 1988 Dancing Sound nr. 1
- 1988 Marmalade for Clarinets
- 1988 Semper Viator, feestmars - gecomponeerd ter gelegenheid van het 75-jarig jubileum van Harmonie Sint Cecilia uit Zegge
- 1989 Saxoriëntale
- 1990 Drumfonia
- 1990 Variosity
- 1994 Bravura, voor harmonie- of fanfareorkest
- 1994 Explora, voor harmonie- of fanfareorkest
- 1994 Festivity, voor harmonie- of fanfareorkest
- 1995 Attractivo, voor 3 trompetten en harmonie- of fanfareorkest
- 1996 Atlanta' 96
- 1996 Elkerliek
- 1996 Xylomania, voor xylofoon en harmonie- of fanfareorkest[4]
- 2000 Jubilum 2000
- 2001 Latin Flutes[5]
- 2003 Brass Time
- 2004 Flutes Forever
- Astra
- Bellavista
- Busy Bombardon
- Celebrations
- Centenary
- Ceremony
- Claribelle
- Cum Laude

- Dancing Sounds nr. 2
- Dancing Sounds nr. 3
- Dolce Vita
- Drum Time
- Drumfonia
- Espede[6]
- Euphoria
- Excellence
- Festiade
- FIVe Colours
- Full Time
- Globetrotter
- Harmonique[7]
- Invitation
- Jagerslatijn
- Joyful Saxophones
- Jubile Royal[8]
- Jubilare
- Juniora
- Latinda
- Magic Slides[9]
- Marching Along Forever
- Marching Off
- Marcia Romantica
- Mountain March
- Novita
- Our Conductor[10]
- Parade Carnet
- Parade Conducteur
- Post-Horn
- Rustique[11]
- Saxamba[12]
- Shake Hands
- Taste of Freedom
- Team Time
- Varianti
- Variollanda
- Viva Caecilia
- Viva Crescendo
- Viva Excelsior
- Vivenda[13]
- Without Words
- Xylo Time
- Xylo-Ette